# Agustín Zelada
Agustín Zelada – piłkarz paragwajski, napastnik.
Wziął udział w turnieju Copa América 1921, gdzie Paragwaj zajął ostatnie, czwarte miejsce. Zelada zagrał tylko w meczu z Urugwajem.
Wziął także udział w turnieju Copa América 1923, gdzie Paragwaj zajął trzecie miejsce. Zelada zagrał we wszystkich trzech meczach - z Argentyną (zdobył bramkę), Urugwajem i Brazylią.
Zelada zagrał w pierwszym meczu turnieju Copa Chevallier Boutell 1924.